# Fotokemični smog
Fotokemični smog je kemični pojav, ko ob določeni temperaturi, sončnem vremenu in veliki količini dušikovih oksidov nastaja ozon. Do tega pojava prihaja v večjih mestih in industrijskih krajih.
Pojav je živalim in človeku škodljiv saj povzroča vnetje dihal.

## Nastanek
Fotokemični smog nastane pri kemijskih reakcijah dušikovih oksidov in ogljikovodikov pod vplivom sončne ultravijolične svetlobe. Te kemijske reakcije so zelo zapletene in eden izmed produktov je ozon : 
NO2 + sončna svetloba( λ < 420 nm) → NO• + •O•
•O• + O2 → O3
Za "rast" dušikovega oksida, ki tvori ozon sledi reakcija : 
NO + O3 → NO2 + O2

## Posledice nastanka ozona
Fotokemični smog se pojavi kot rahlo rjavo- rumena meglica, ki lahko povzroča draženje oči in dihal. Drugi okoljski vplivi se nanašajo na poškodbe vegetacije (zmanjšana produktivnost rastlin) in premoženja (hitrejši razpad materialov zaradi oksidacijske moči).
Fotokemični smog imenujemo tudi poletni smog ali smog Los Angeles-a, ker se pogosteje pojavlja v vročih in suhih podnebjih
(o prvem primeru so poročali iz Los Angelesa okoli leta 1940). Iz kemičnega stališča se imenuje oksidacijski smog.
V zgodnjih 90. letih tega stoletja so v ZDA ( Združenih državah Amerike ) začeli uporabljati t. i. lestvico za merjenje stopnje ozona. Razvili so jo na podlagi metode imenovane US-FTP, zakonsko predpisanega voznega ciklusa in meritve izpušnih plinov v posameznem terminu. 
Meritve se opravlja s pomočjo MIR- lestvice (maximum incremental reactivity), ki upošteva tudi relativne vrednosti ozona v določenih atmosferskih pogojih. 
MIR podatki so empirično določeni za 200 različnih sestavin izpušnih plinov. 
Sestavine z najvišjo reaktivno vrednostjo so olefini (MIR = gO3/gVOC 8-11), kisikove spojine (aldehidi z MIR = 5-7 gO3/gVOC) metan pa ime najnižjo reaktivnost z MIR = 0,015 gO3/gVOC.

## Preizkusi na vozilih
- Vrednost ozona, pri vozilih z katalizatorjem se zniža za 80-95 % v primerjavi z vozili, ki nimajo vgrajenega katalizatorja
- Vozilo s pogonom na zemeljski plin ( CNG ) je varčno in okolju prijazno
- Na testiranju vrednosti ozona se pojavljajo zgolj manjše razlike med gorivi ( bencin, dizelsko gorivo, alkohol ali goriva M85/E85)

## Drugi viri ozona
Laserski tiskalnik, fotokopirni stroj in fax.

## Vpliv na človeka
Negativne učinke dolgoročne izpostavljenosti manjšim ali večjim koncentracijam ozona še odkrivajo in se jih še vedno preverja, podpira pa se trditev, da to privede do pospešenega staranja pljučnega tkiva zaradi oksidacije nekaterih spojin v proteinih (Seinfeld,1986). Študije potrjujejo, da se ob izpostavljenosti 190g/m3 ozona; pri otrocih in mladih ljudeh pojavljajo simptomi kot so nelagodje v prsih, kašelj in glavobol. Mejna še dovoljena vrednost ozona pa je 40,2 µg/m³. 
Ozon namreč kot solzivec prodre z dihanjem v pljuča in s tem povzroči " kemično" vnetje dihal. 
Odvisno od trajanja izpostavljenosti in same koncentracije ozona se lahko torej pojavljajo : 
- kašelj
- draženje oči
- glavobol
- bolečine v prsih

Zdravniki vsekakor priporočajo, da se pri veliki koncentraciji ozona izognemo večjim telesnim naporom, kar predvsem velja za športnike ( alpiniste, gorske plezalce....ipd ). 
Spomladi in poleti se količina ozona pri tleh močno poveča. Ozon je v prizemnih plasteh ozračja škodljiv za vsa živa bitja.
Smog prispeva k učinku tople grede z oblikovanjem tako imenovanih toplogrednih plinov, kot so ogljikov dioksid in žveplov dioksid (Londonski smog) dušikovih oksidov in drugih (L.A. smog). Prispeva k nastanku kislega dežja, ki je predvsem posledica žveplovih dioksidov(SOx) in v manjši meri dušikovih oksidov(NOx). Plini, ki so običajno prisotni v smogu se raztapljajo v deževnici in jo naredijo kislo. 
Strupi lahko tako prodrejo v rastline skozi listne reže direktno z dežjem ali iz onesnažene zemlje - prsti, kjer uničijo klorofil, kar privede do zaustavitev rasti in odmiranje.

## Proti ukrepi in možnosti zmanjševanja vrednosti ozona
- Izogibanje onesnaženim področjem in predolgo zadrževanje v zaprtih prostorih. V tem primeru gre bolj za kratkoročno rešitev posameznikov ali manjših skupin.
- Dolgoročna rešitev je v kolektivni dejavnosti in ozaveščenosti, predvsem zmanjšati vrednost poletnega smoga ( fotokemični smog ) v poletnih, vročih mesecih, kljub dejstvu, da je to hkrati tudi čas dopustov in potovanj.
- Dolgoročno pa bo potrebno na področju prometa, osebnih in tovornih vozil uporabiti alternativna goriva. Velik korak v razvoju je na tem področju že storila ravno avtomobilska industrija.